# ميلوراد جاجوفيتش
ميلوراد جاجوفيتش (مواليد 27 يوليو 1974) هو ملاكم من الجبل الأسود، مثّل بلاده في الألعاب الأولمبية الصيفية 2008.

## روابط خارجية
ميلوراد جاجوفيتش على موقع بوكس ريك (الإنجليزية) (registration required)
- ميلوراد جاجوفيتش على موقع أوليمبيديا (الإنجليزية)